# Sylvester Groth
Sylvester Groth (Jerichow, 31 marzo 1958) è un attore tedesco.

## Biografia
Nato a Jerichow, nella Germania Est, il 31 marzo 1958, ha interpretato il gerarca nazista Joseph Goebbels in due differenti film, ossia Mein Führer - La veramente vera verità su Adolf Hitler (Mein Führer – Die wirklich wahrste Wahrheit über Adolf Hitler) di Dani Levy (2007) e Bastardi senza gloria (Inglourious Basterds) di Quentin Tarantino (2009).

## Filmografia

### Cinema
- Der Aufenthalt, regia di Frank Beyer (1983)
- Der Schimmelreiter, regia di Klaus Gendries (1985)
- Junge Leute in der Stadt, regia di Karl-Heinz Lotz (1985)
- Das Haus am Fluß, regia di Roland Gräf (1986)
- Momo, regia di Johannes Schaaf (1986)
- Verlorene Landschaft, regia di Andreas Kleinert (1992)
- Stalingrad, regia di Joseph Vilsmaier (1993)
- L'ultimo U-Boot (Das letze U-Boot), regia di Frank Beyer (1993)
- Abschied von Agnes, regia di Michael Gwisdek (1994)
- Gesches Gift, regia di Walburg von Waldenfels (1997)
- Requiem für eine romantische Frau, regia di Dagmar Knöpfel (1999)
- Der Vulkan, regia di Ottokar Runze (1999)
- Verzweiflung, regia di Marcus Lauterbach (2000)
- The Third Wave - La terza onda (Den tredje vågen), regia di Anders Nilsson (2003)
- Käthchens Traum, regia di Jürgen Flimm (2004)
- NimmerMeer, regia di Toke Constantin Hebbeln (2006)
- Mein Führer - La veramente vera verità su Adolf Hitler (Mein Führer – Die wirklich wahrste Wahrheit über Adolf Hitler), regia di Dani Levy (2007)
- Fleisch ist mein Gemüse, regia di Christian Görlitz (2008)
- The Reader - A voce alta (The Reader), regia di Stephen Daldry (2008)
- I Buddenbrooks (Buddensbrooks), regia di Heinrich Breloer (2008)
- Hilde, regia di Kai Wessel (2009)
- Bastardi senza gloria (Inglourious Basterds), regia di Quentin Tarantino (2009)
- Whisky mit Wodka, regia di Andreas Dresen (2009)
- Zarte Parasiten, regia di Christian Becker e Oliver Schwabe (2009)
- Tom Sawyer, regia di Hermine Huntgeburth (2011)
- Operazione U.N.C.L.E. (The Man from U.N.C.L.E.), regia di Guy Ritchie (2015)
- Secret Team 355 (The 355), regia di Simon Kinberg (2022)

### Televisione
- Die Affäre Rue de Lourcine, regia di Peter Behle e Klaus Michael Grüber – film TV (1989)
- Die Vergebung, regia di Andreas Höntsch – film TV (1994)
- Neben der Zeit, regia di Andreas Kleinert – film TV (1995)
- Reise nach Weimar, regia di Dominik Graf – film TV (1996)
- Bruder Esel - serie TV, 3 episodi (1996)
- Sperling - serie TV, episodio 1x02 (1997)
- Schimanski sul luogo del delitto (Schimanski) - serie TV, episodio 1x04 (1998)
- Der Preis der Sehnsucht, regia di Christian Görlitz – film TV (1999)
- Zerbrechliche Zeugin, regia di Ben Verbong – film TV (2000)
- Der Briefbomber, regia di Torsten C. Fischer – film TV (2000)
- Jenseits, regia di Max Färberböck – film TV (2001)
- Romeo, regia di Hermine Huntgeburth – film TV (2001)
- Der Verleger, regia di Bernd Böhlich – film TV (2001)
- Liebe. Macht. Blind., regia di Thorsten Näter – film TV (2001)
- Kolle - Ein Leben für Liebe und Sex, regia di Susanne Zanke – film TV (2002)
- Die geheime Inquisition, regia di Jan Peter – film TV (2003)
- Christian Görlitz, regia di Christian Görlitz – film TV (2003)
- Das Wunder von Lengede, regia di Kaspar Heidelbach – film TV (2003)
- Hexen - Magie, Mythen und die Wahrheit - serie TV, episodio 1x03 (2003)
- Der Elefant - Mord verjährt nie - serie TV, episodio 1x04 (2004)
- Ein glücklicher Tag, regia di Paul Hengge – film TV (2004)
- Polizeiruf 110 - serie TV, 6 episodi (2005-2015)
- Tatort - serie TV, 8 episodi (2003-2021)
- Mein Leben & Ich - serie TV, 4 episodi (2004-2009)
- Mätressen - Die geheime Macht der Frauen - miniserie TV (2005)
- Lulu, regia di Uwe Janson – film TV (2006)
- Bella Block - serie TV, episodio 1x21 (2006)
- Il commissario Schumann (Der Kriminalist) - serie TV, episodio (2007)
- Rosa Roth - serie TV, 3 episodi (2007)
- Schuld und Unschuld, regia di Markus Rosenmüller – film TV (2007)
- Contergan, regia di Adolf Winkelmann – film TV (2007)
- Der Kronzeuge, regia di Johannes Grieser – film TV (2007)
- Die Weisheit der Wolken, regia di Lars Becker – film TV (2008)
- Mein Leben - Marcel Reich-Ranicki, regia di Dror Zahavi – film TV (2009)
- KDD - Kriminaldauerdienst - serie TV, episodio 3x03 (2010)
- Aghet - Ein Völkermord, regia di Eric Friedler – film TV (2010)
- Sense8 – serie TV, 4 episodi (2015)
- Naked Among Wolves - Il bambino nella valigia, regia di Philipp Kadelbach – film TV (2015)
- Deutschland 83 – miniserie TV, 8 puntate (2015)
- Fargo – serie TV, episodio 3x01 (2017)
- Deutschland 86 – miniserie TV, 10 puntate (2018)
- Dark – serie TV, 6 episodi (2019)
- Criminal: Germania – miniserie TV, 3 puntate (2019)
- Deutschland 89 – miniserie TV, 8 puntate (2020)
- Unwanted - Ostaggi del mare, regia di Oliver Hirschbiegel – miniserie TV (2023)

## Doppiatori italiani
Nelle versioni in italiano delle opere in cui ha recitato, Sylvester Groth è stato doppiato da:
- Alberto Angrisano in Deutschland 86, Deutschland 89
- Franco Mannella in Mein Führer - La veramente vera verità su Adolf Hitler, Secret Team 355
- Cesare Barbetti in Stalingrad
- Dario Oppido in Operazione U.N.C.L.E.
- Pasquale Anselmo in Naked Among Wolves - Il bambino nella valigia
- Antonio Sanna in Deutschland 83
- Stefano De Sando in Dark
- Massimo Lodolo in Criminal: Germania
- Francesco Prando in Momo
- Mauro Gravina in Unwanted - Ostaggi del mare